# Kekova
La isla Kekova (en turco: Kekova Adası), también llamada Caravola o Dolichiste, es una pequeña isla turca cerca del distrito de Kas (la antigua Antiphellos) de la provincia de Antalya, que se encuentra frente a los localidades de Kalekoy (antigua Simena) y Ucagiz (antigua Teimioussa). Kekova tiene una superficie de 4,5 km² y está deshabitada.
Después de la ocupación italiana de Kastelorizo, la isla de Kekova (que en ese momento estaba habitada solo temporalmente durante el verano debido a la cosecha de madera) fue disputada entre Italia y Turquía. La Convención de 1932 entre Italia y Turquía la asignó a Turquía.